# Grodzieckie Towarzystwo Kopalń Węgla i Zakładów Przemysłowych

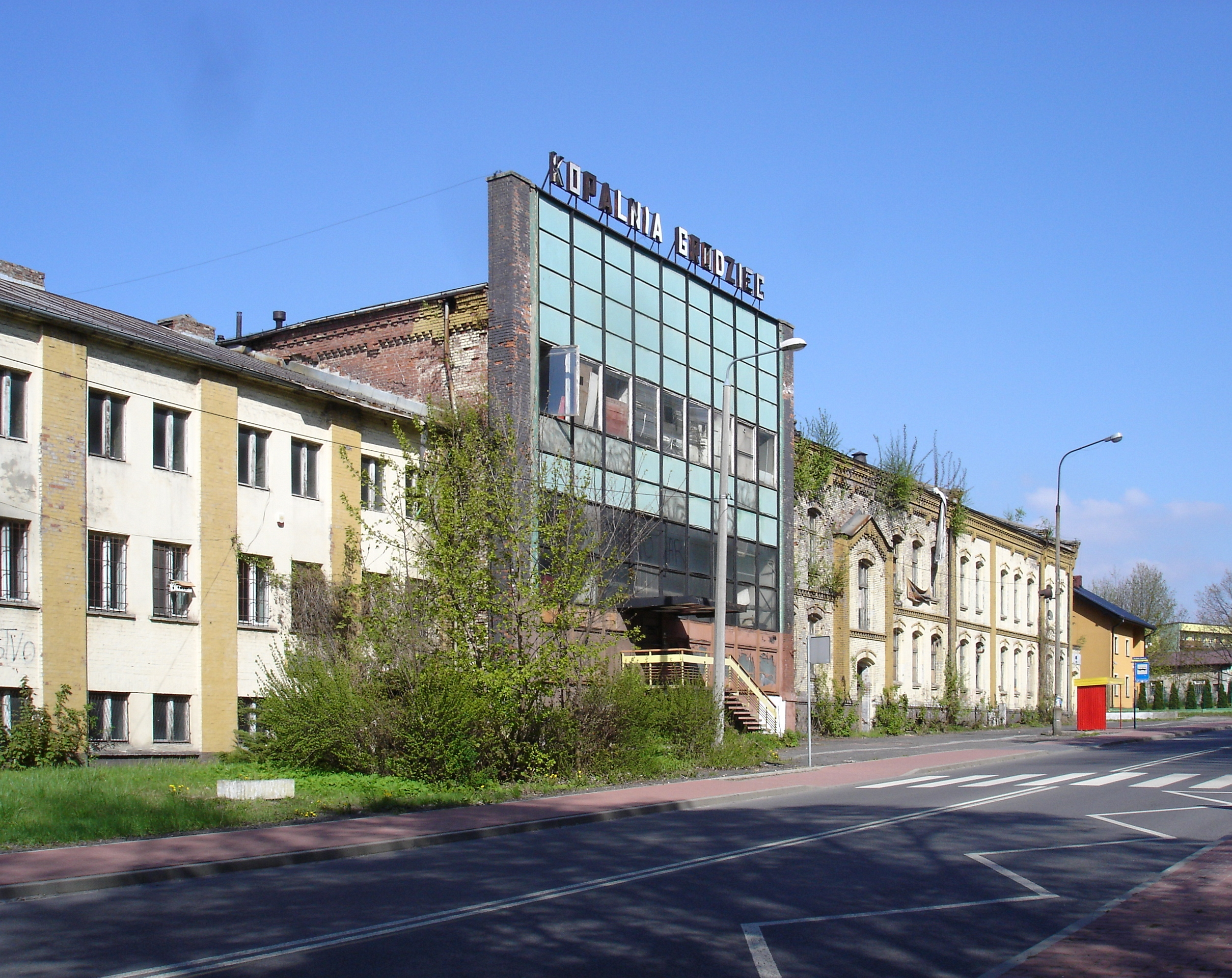
Dawna siedziba towarzystwa w 2017 roku

Grodzieckie Towarzystwo Kopalń Węgla i Zakładów Przemysłowych S.A. w Grodźcu – przedsiębiorstwo branży górniczej powstało 18 października 1897 a zatwierdzone zostało 11 maja 1899.
- Założone z inicjatywy Stanisława Ciechanowskiego oraz Stanisława Skarbińskiego przy udziale kapitału górnośląskiego oraz zagranicznego. Głównym akcjonariuszem „Spółki Akcyjnej” byli baron śląski Gwidon Henckel von Donnersmarck i Emanuel Friedleander, K.Deinke.
- Władze carskie ukazem z 7 czerwca 1899 r. zarejestrowały kopalnie węgla kamiennego „Grodzieckie Towarzystwo Kopalń Węgla i Zakładów Przemysłowych” S.A spółka Akcyjna, która nazywała się potocznie „Grodzieckie Towarzystwo”.
- W 1909 r. wydobyto w Towarzystwie Grodzieckim (m.in. „Grodziec II”) 458880 ton węgla, co stanowiło 8% wydobycia w Zagłębiu Dąbrowskim. Kapitał akcyjny wynosił 6.625.000 rubli, obligacje 1.500.000 rubli. W 1938 wydobyto 511438 ton węgla i wytworzono 44.364.950 kWh, a kopalnia zatrudniała 1544 robotników.

Towarzystwo prowadziło ochronkę dla 120 dzieci swych pracowników, kasyno urzędnicze, udzielało bezpłatnie lokalu z opałem i światłem wielu organizacjom społecznym i instytucjom. Przy „Grodzieckim Towarzystwie” powstał Klub Tenisowy w Grodźcu.